# Veli Mukhatov
Veli "Velimuhammed" Mukhatov (russisk: Вели́ (Велимухаме́д) Муха́тов, turkmensk: Weli (Welimuhammet) Muhatow; født 5. maj 1916 i Asjkhabad, Det Russiske Kejserrige (i dag Turkmenistan), død 6. januar 2005) var en russisk komponist og pianist.
Mukhatov studerede komposition på Moskva musikkonservatorium hos bl.a. Sergej Vasilenko. Han skrev fire symfonier, orkesterværker, operaer, kammermusik, filmmusik, korværker, sange etc.
Mukhatov har ligeledes skrevet den turkmenske nationalsang. Han blev tildelt USSR's statspris (1951/1952) og Leninprisen to gange [kilde mangler].

## Udvalgte værker
- Symfoni nr. 1 "Til minde" (1974) - for orkester
- Symfoni nr. 2 "Heroisk" (1984) - for orkester
- Symfoni nr. 3 (1985) - for orkester
- Symfoni nr. 4 "Geop Tepe" (1995) - for orkester
- "Mit moderland" (1974) - for orkester